# Blankenfelde-Mahlow
Blankenfelde-Mahlow – gmina we wschodnich Niemczech w kraju związkowym Brandenburgia, w powiecie Teltow-Fläming. Graniczy na północy bezpośrednio z Berlinem i jest częścią berlińskiej aglomeracji. Jest ponadto największą ludnościowo gminą w powiecie Teltow-Fläming.

## Dzielnice
Gmina Blankenfelde-Mahlow powstała w 2003 roku w ramach reformy administracyjnej, w wyniku której pięć dotychczas niezależnych gmin stało się dzielnicami nowej gminy, stan ludności według danych z lutego 2025 roku:
- Blankenfelde – 12 138 mieszkańców
- Mahlow – 14 339 mieszkańców
- Dahlewitz – 2 498 mieszkańców
- Groß Kienitz – 356 mieszkańców
- Jühnsdorf – 304 mieszkańców

## Transport
Obok gminy przebiega droga krajowa B96 łącząca Berlin z autostradą i obwodnicą Berlina A10 (Berliner Ring), a ponadto z miastami Zossen i Luckau.
W gminie znajdują się stacje kolejowe Mahlow i Blankenfelde przy linii kolejowej Berlin–Drezno. Stacja Blankenfelde jest także końcową stacją linii S2 berlińskiej szybkiej kolei miejskiej.

## Współpraca
Miejscowości partnerskie:
- Bad Ems, Nadrenia-Palatynat
- Kretinga, Litwa
- Tószeg, Węgry